# マズルカ作品17 (ショパン)
マズルカ 作品17（マズルカ さくひんじゅうなな）は、フレデリック・ショパンが作曲した全4曲からなる曲集。パリに居を移してから最初に作曲したもので、華々しい演奏技巧よりも静謐さやハーモニーの落ち着きが特徴。1833年作曲（ただし第4曲は1824年に手がけられた可能性あり）。翌年出版。献呈先はリナ・フレッパ夫人。

## 作品17-1
Vivace
第10番、変ロ長調。堂々とした吹奏楽風のマズルカ。ときに故国ポーランドの騎士道精神をあらわしたと評される。中間部は変ホ長調。左手のリズムに乗って、右手が長七度の入った旋律を歌う。

## 作品17-2
Lento ma non troppo
第11番、ホ短調。落ち着いた下降音階の旋律。朗詠調で作品34－2のワルツに近い。

## 作品17-3
Legato assai
第12番、変イ長調。右手がleggieroと指定されているとおり、軽やかな装飾音が特徴的。中間部はホ長調。嬰ト短調の自然的短音階が調性感から離れ自由な演出をしている。

## 作品17-4
Lento
第13番、イ短調。規模の大きい佳作。「小さなユダヤ人」の名で呼ばれることもある。これはショパン自身が遊び半分で書いた新聞（1824年）の中で、この曲をそう呼んだことによると言われている。簡単な繋留音のついた前奏のあと、イ短調と言うよりも旋法的な緩い単旋律が装飾音を伴って繰り返される。中間部はイ長調。右手が中声部を演じ分けている。主部が再現されてイ短調で終結すると思わせ、序奏が再現されて投げかけるように終わる。